# Nikókleia (ort i Grekland)
Nikókleia (Nikokleia) är en ort i Grekland. Den ligger i prefekturen Nomós Serrón och regionen Mellersta Makedonien, i den nordöstra delen av landet, 300 km norr om huvudstaden Aten. Nikókleia ligger 72 meter över havet och antalet invånare är 737.
Terrängen runt Nikókleia är kuperad åt sydväst, men åt nordost är den platt. Runt Nikókleia är det ganska glesbefolkat, med 42 invånare per kvadratkilometer. Närmaste större samhälle är Serrai, 19,7 km nordost om Nikókleia. I omgivningarna runt Nikókleia växer i huvudsak blandskog.